# Herkulova stebra
Herkulova stebra
sta rta, ki obdajata vhod v Gibraltarski preliv. Severni steber, Calpe Mons, je Gibraltarska skala. Ker ustrezen severnoafriški vrh ni prevladujoč, je bila identiteta južnega stebra, Abila Mons, skozi zgodovino sporna, dva najverjetnejša kandidata pa sta Monte Hacho v Ceuti in Jebel Musa v Maroku. Izraz se je uporabljal v antiki: Plinij starejši je vključil Herkulova stebra v svojo Naturalis historia (knjiga III:3).

## Zgodovina
Po grški mitologiji, ki so jo sprejeli Etruščani in Rimljani, ko je moral Herkul opraviti dvanajst del, je bilo eno od njih (deseto) prinesti govedo Gerjona z daljnega zahoda in ga pripeljati k Evristeju; to je zaznamovalo obseg njegovih potovanj proti zahodu. Izgubljeni Pindarjev odlomek, ki ga citira Strabon, je bila najzgodnejša sledljiva omemba v tem kontekstu: »stebra, ki jih Pindar imenuje 'Gadesova vrata', ko trdi, da so najbolj oddaljene meje, ki jih je dosegel Heraklej«. Ker že od Herodota obstaja medsebojna povezava med Heraklejem in Melqartom, so Melqartovi stebri v templju blizu Gades/Gádeira (sodobni Cádiz) včasih veljali za prava Herkulova stebra.
Platon je legendarni otok Atlantido postavil onkraj Herkulovih stebrov. Renesančna tradicija pravi, da je bilo na stebrih opozorilo Ne plus ultra (tudi Non plus ultra, 'nič dlje onkraj'), ki je služilo kot opozorilo mornarjem in navigatorjem, naj ne gredo dlje.
Po nekaterih rimskih virih je moral Herkul na poti v vrt Hesperid na otoku Eriteja prečkati goro, ki je bila nekoč Atlas. Namesto da bi se povzpel na veliko goro, je Herkul uporabil svojo nadčloveško moč, da jo je prebil. S tem je povezal Atlantski ocean s Sredozemskim morjem in oblikoval Gibraltarski preliv. En del razcepljene gore je Gibraltar, drugi pa Monte Hacho ali Jebel Musa. Ti dve gori skupaj sta od takrat znani kot Herkulova stebra, čeprav so bile z imenom povezane tudi druge naravne značilnosti.
Diodor Sicilski je menil, da je Herkul, namesto da bi prebil ožino in ustvaril Gibraltarski preliv, 'zožil' že obstoječo ožino, da bi preprečil pošasti iz Atlantskega oceana vstop v Sredozemsko morje.
V nekaterih različicah je Heraklej namesto tega zgradil oba, da bi držala nebo stran od zemlje, in s tem osvobodila Atlanta njegovega prekletstva.

### Feničanska povezava
Poleg Gadesa so Feničani ustanovili več pomembnih mavretanskih kolonij (v današnjem Maroku), ko je feničansko trgovsko ladjevje prebilo Herkulova stebra in začelo graditi vrsto oporišč ob atlantski obali, začenši z Lixusom na severu, nato Chellahom in končno Mogador.
Blizu vzhodne obale otoka Gades/Gadeira (sodobni Cádiz, tik za ožino) Strabon opisuje najbolj zahodni tempelj tirskega Herakleja, boga, s katerim so Grki povezovali feničanskega in punskega Melqarta, z interpretatio graeca. Strabon ugotavlja, da sta dva bronasta stebra v templju, vsak visok osem kubitov, mnogi, ki so obiskali kraj in tam žrtvovali Herakleju, razglasili za prava Herkulova stebra. Toda Strabon meni, da je zapis goljufiv, pri čemer je delno opozoril, da napisi na teh stebrih ne omenjajo ničesar o Herakleju, govorijo le o stroških, ki so jih imeli Feničani pri njihovi izdelavi. Stebri templja Melqart v Tiru so bili prav tako verskega pomena.

### Stebra v sirski geografiji
Sirski učenjaki so bili seznanjeni s stebroma zaradi svojih prizadevanj za prevajanje grških znanstvenih del v svoj jezik in tudi v arabščino. Sirski kompendij znanja, znan kot Ktaba d'ellat koll 'ellan (Vzrok vseh vzrokov), je nenavaden, saj trdi, da so bili trije stebri in ne dva.

## V umetnosti

### Dantejev pekel
V Peklu XXVI Dante Alighieri omenja Odiseja v jami goljufivih svetovalcev in njegovo potovanje mimo Herkulovih stebrov. Odisej opravičuje ogrožanje svojih mornarjev z dejstvom, da je njegov cilj spoznati neznano. Po petih mesecih plovbe v oceanu Odisej zagleda goro čiščenja, a naleti na vihar, ki potopi njegovo ladjo in vse na njej, ker si le s svojo močjo in pametjo drznejo približati čiščenju, medtem ko so živi.

### Sir FrancisBacon Novum Organum
Stebra sta vidna na vgravirani naslovnici Instauratio Magna ('Velika prenova') sira Francisa Bacona iz leta 1620, nedokončanega dela, katerega drugi del je bil njegov vplivni Novum Organum. Moto ob vznožju pravi Multi pertransibunt et augebitur scientia ('Mnogi bodo šli skozi in znanje bo večje'). Podoba je temeljila na uporabi stebrov v španski in habsburški propagandi.

### Kip Herkulovih stebrov v Ceuti
Španska enklava na skrajnem severu afriške celine, mesto Ceuta, je dom sodobnega kipa, imenovanega Herkulova stebra (špansko Columnas de Hércules).
Kip je sestavljen iz dveh ogromnih bronastih stebrov, ki ju narazen drži Herkul. Kip je izdelal umetnik iz Ceute Ginés Serrán-Pagán.

### V arhitekturi
Na španski obali v Los Barrios sta Torres de Hercules, stolpa dvojčka, ki sta bila navdihnjena s Herkulovima stebroma. Ta stolpa sta bila najvišja v Andaluziji, dokler leta 2015 v Sevilji niso dokončali stolpa Cajasol.
V južni steni osrednje knjižnice Nacionalne avtonomne univerze Mehike je poslikava Historical Representation of Culture, ki jo je ustvaril umetnik Juan O'Gorman, upodobitev Herkulovih stebrov kot aluzija na kolonialno preteklost Mehike in hišo Karla V.

## Grbi
Stebra se pojavljata kot podpornika španskega grba, ki izvira iz heraldične značke španskega kralja Karla I. iz 16. stoletja, ki je bil tudi cesar Svetega rimskega cesarstva kot Karel V. To je bila ideja italijanskega humanista Luigija Marliana. Nosi moto Plus Ultra, latinsko za 'še naprej', kar pomeni, da sta bila stebra prehod. To je bilo spremenjeno iz besedne zveze Nec plus ultra ('Nič več onkraj') po odkritju Amerik, ki je ovrglo idejo o Herkulovih stebrih kot najbolj zahodni skrajnosti naseljenega sveta, ki je prevladoval od antike.
- Stebra, kot sta prikazana v španskem grbu
- Grb Španije
- Emblem Andaluzije
- Grb Extremadure
- Grb Melilla
- Pečat San Diego, Kalifornija
- Grb Veracruz, Mehika
- GrbTabasco, Mehika
- Grb Trujillo, Peru
- Grb Potosi, Bolivija
- Grb Cádiza
- Grb Tumbes, Peru

## Galerija
- Sodobna domnevna upodobitev izgubljenega zahodnega dela Tabula Peutingeriana, ki prikazuje upodobitev Herkulovih stebrov (Columne Ercole)
- Osebni znak Karla V. v mestni hiši v Sevilji
- Emajl iz Limogesa, ki prikazuje Herkula, ki nosi dva stebra, avtor Couly Nouailher, sredina 16. stol. (Umetnostni muzej Walters)
- Leone Leoni. Herkulova stebra [zadnja stran]. Bron, 1553. 4,2 cm. Narodna galerija umetnosti, Washington. Darilo Lise in Leonarda Baskina.